# Herb Douglas
Pour les articles homonymes, voir Douglas.
Herbert Paul Douglas Junior, dit Herb Douglas, né le 9 mars 1922 à Pittsburgh et mort le 22 avril 2023 dans la même ville, est un athlète américain spécialiste du saut en longueur. Licencié aux Panthers de Pittsburgh, il mesure 1,75 m pour 67 kg.

## Biographie
Fils d'un propriétaire de garage, Herb Douglas grandit à Hazelwood en banlieue de Pittsburgh. Il est proche de Jesse Owens qu'il rencontre pour la première fois en 1936 après ses exploits aux Jeux de Berlin.
Champion des États-Unis de saut en longueur en 1945, Herb Douglas court également sur 100 et 200 mètres. Issu de l'université Xavier de Louisiane, il rejoint ensuite en 1945 l'université de Pittsburgh où il obtient de nombreux succès en athlétisme.
Il participe en 1948 aux Jeux olympiques de Londres. Il prend la 3e place du concours de la longueur derrière Willie Steele et Theodore Bruce avec un saut mesuré à 7 m 54.
Diplômé d'un Master of Education (en) en 1950, il mène avec succès une carrière dans les affaires dans le commerce de vins et spiritueux. Il travaille pendant 30 ans chez la branche américaine de Moët Hennessy, atteignant le poste de vice-président. Il a aussi été administrateur de l'université de Pittsburgh.
Il était en 2023 le médaillé olympique américain le plus âgé encore en vie.

## Palmarès
| Date | Compétition           | Lieu    | Résultat | Performance |
| ---- | --------------------- | ------- | -------- | ----------- |
| 1948 | Jeux olympiques d'été | Londres | 3e       | 7,54 m      |

## Records
| Épreuve          | Performance | Lieu     | Date |
| ---------------- | ----------- | -------- | ---- |
| Saut en longueur | 7,69 m      | Evanston | 1948 |